# La Boulouze
La Boulouze est une ancienne commune française du département de la Manche et la région Normandie, associée à Saint-Ovin du 1er janvier 1973 au 1er janvier 2018.

## Géographie
La Boulouze est situé à l'est de Saint-Ovin en limite du Petit-Celland et du Grand-Celland.
Le ruisseau de la Boissière fait office de limite communale entre la commune et une partie du Mesnil-Ozenne.
Bien qu'associée à Saint-Ovin qui appartenait au canton d'Avranches, la commune est restée sur le canton de Ducey jusqu'en 2015, date à laquelle la commune entière est intégrée au canton de Pontorson.

## Toponymie
Le nom de la localité est attesté sous les formes Boelosa en 1144, Boolosa en 1162 et vers 1210 et 1237, la Boulouse en 1398, ecclesia de Bolosa en 1412, ecclesia de Bullosa vers 1480, Boulouze entre 1612 et 1636, La Boulouse en 1677, La Boullouze en 1713.
Issu de l'ancien français de l'ouest bolose, puis boulouse, adjectif féminin formé sur bol, puis boul « bouleau ». D'où : « la terre à bouleaux ».

## Histoire
Elle fusionne avec Le Mesnil-Ozenne et Saint-Osvin le 1er janvier 1973 (arrêté du 10 octobre 1972).
Le Mesnil-Ozenne reprend son indépendance le 1er janvier 1985. L'association de La Boulouze est transformée en fusion simple le 1er janvier 2018.

## Administration

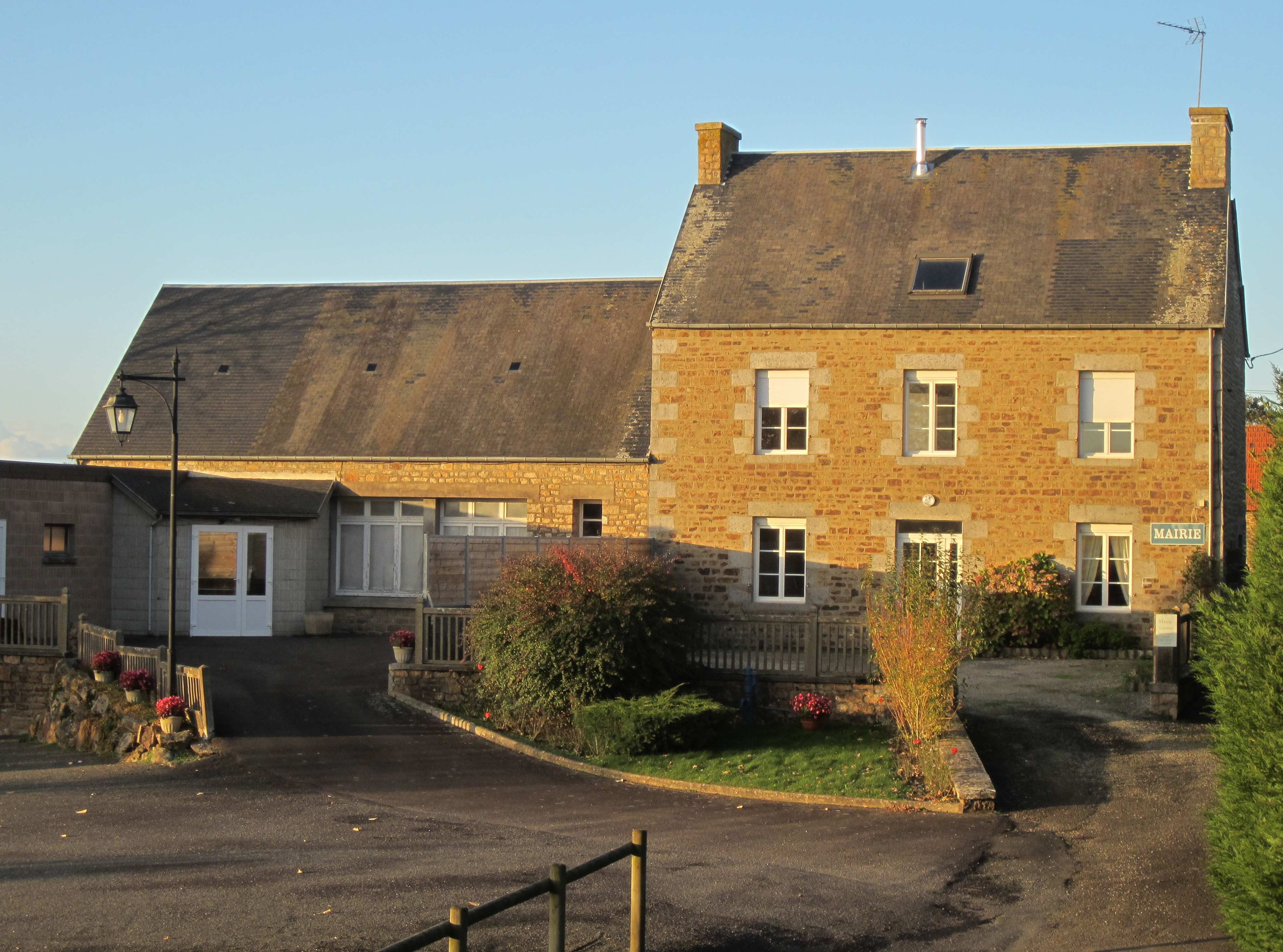
La mairie annexe.

| Période | Période       | Identité          | Étiquette | Qualité             |
| ------- | ------------- | ----------------- | --------- | ------------------- |
| 1995    | 2014          | Chantal Rochefort | SE        |                     |
| 2014    | décembre 2017 | Sophie Tencé      | SE        | Agent administratif |

| Période | Période | Identité | Étiquette | Qualité |
| ------- | ------- | -------- | --------- | ------- |
|         |         |          |           |         |

## Démographie
| 1793 | 1800 | 1806 | 1821 | 1831 | 1836 | 1841 | 1846 |
| ---- | ---- | ---- | ---- | ---- | ---- | ---- | ---- |
| 192  | 192  | 206  | 212  | 168  | 202  | 194  | 214  |

| 1851 | 1856 | 1861 | 1866 | 1872 | 1876 | 1881 | 1886 |
| ---- | ---- | ---- | ---- | ---- | ---- | ---- | ---- |
| 179  | 184  | 172  | 150  | 155  | 154  | 140  | 135  |

| 1891 | 1896 | 1901 | 1906 | 1911 | 1921 | 1926 | 1931 |
| ---- | ---- | ---- | ---- | ---- | ---- | ---- | ---- |
| 133  | 133  | 123  | 105  | 110  | 96   | 116  | 103  |

| 1936 | 1946 | 1954 | 1962 | 1968 | 1975 | 1982 | 1990 |
| ---- | ---- | ---- | ---- | ---- | ---- | ---- | ---- |
| 101  | 97   | 104  | 87   | 88   | -    | -    | -    |

| 1999 | 2006 | 2010 | 2015 | 2017 | - | - | - |
| ---- | ---- | ---- | ---- | ---- | - | - | - |
| -    | 64   | 63   | 71   | 71   | - | - | - |

## Lieux et monuments
- Église Saint-Pierre-et-Saint-Paul de La Boulouze (XVIIIe – XIXe siècles). Elle abrite un maître-autel (XIXe), un haut-relief (XVIIe) figurant la Crucifixion, un lutrin (XIXe), une statue de sainte femme (XVIIe).
- Deux croix de cimetière (XVIIe et XIXe siècles).

Pour mémoire
- Chapelle dédiée à saint Ermel, qui évangélisa dans l'Avranchin, qui se situait au village Saint-Ermel, et dont il ne subsiste aucune trace[11].